# Tour dei New Zealand Māori 1949
Nel 1949, la selezione dei New Zealand Māori, squadra di rugby a 15 si reca in tour in Australia. Tre i test contro la nazionale australiana, con una vittoria, un pareggio e una sconfitta.
Da segnalare che la netta vittoria contro i "Wallabies" nel primo match, provocò l'esonero dell'allenatore australiano Johhny Wallace e la sua sostituzione con Bill Mclean, storico capitano del tour del 1947-48 in Europa. Era la prima volta che la nazionale Australiana veniva affidata ad un coach del Queensland e non del Nuovo Galles del Sud.

## Risultati
| Melbourne 21 maggio 1949 | Southern States | 8 – 35 | New Zealand Māori | Cricket Ground |

| Canberra 24 maggio 1949 | A.C.T. | 3 – 47 | New Zealand Māori | Manuka Oval (40.000 spett.) |

| Sydney 28 maggio 1949 | New Sotuh Wales | 14 – 19 | New Zealand Māori | Cricket Ground (30.000 spett.) |

| Newcastle 1º giugno 1949 | Newcastle | 0 – 17 | New Zealand Māori |  |

| Sydney 4 giugno 1949 | Australia | 3 – 12 | New Zealand Māori | Cricket ground |

| Armidale 8 giugno 1949 | New England RU | 10 – 42 | New Zealand Māori |  |

| Brisbane 11 giugno 1949 | Australia | 8 – 8 | New Zealand Māori | (Exhibition Ground) |

| Brisbane 14 giugno 1949 | Queensland | 8 – 13 | New Zealand Māori |  |

| Newcastle 18 giugno 1949 | New Sotuh Wales | 9 – 11 | New Zealand Māori |  |

| Orange 22 giugno 1949 | CentraL West | 5 – 51 | New Zealand Māori |  |

| Sydney 25 giugno 1949 | Australia | 18 – 3 | New Zealand Māori | Cricket ground |